# Ilie Matei
Ilie Matei, född den 11 juli 1960 i Râşca, Rumänien, är en rumänsk brottare som tog OS-silver i lätt tungviktsbrottning i den grekisk-romerska klassen 1984 i Los Angeles. 